# 호너 증후군
호너 증후군(Horner's syndrome)은 교감신경계의 손상에 의해서 나타나는 질병의 일환이다. 얼굴의 한쪽으로만 나타나는 동공 수축(Miosis), 안검하수(Ptosis), 땀이 나지 않는 무한증(Anhidrosis), 눈알함몰(enophthalmos), 혈관확장(vasodilation)과 눈 주변 피부의 체온 상승 등이 특징적이다. 또한, 눈에 공급되는 교감 신경의 간섭으로 발생하기 때문에 병변은 눈에서 교감신경계를 조절하는 뇌의 지역까지 주행하는 경로에 따라 발생할 수 있다. 동공 수축은 부교감 신경의 지배를 받는 동공조임근이 억제되지 못하여 생기는 증상이다. 안검하수는 상검판근(superior tarsal muscle)과 안검거근의 건막(aponeurosis of levator palpebrae)를 구성하는 평활근의 마비로 인해 나타나는 증상이다. 눈알함몰은 안와(orbit)의 바닥을 구성하고 있는 평활근의 마비로 인해 나타나며, 혈관확장과 무한증은 교감신경이 눈물샘과 혈관을 지배하지 못해서 나타나게 된다.
호너 증후군은 MRI나 초음파 및 약물 반응검사로 확인가능하다. 동안신경에 이상을 일으켜 충동을 야기시키는 다른 질환 및 악성 질환에 대한 감별이 반드시 동행되어야 한다. 또한, 치료법은 원인 질환 및 원인이 되는 병변 또는 종양의 기원과 위치에 따라 다르다. 병변을 수술로 제거하거나 방사선 치료와 화학요법으로 악성 종양을 가진 환자들에게 유용할 수 있다. 다양한 지지요법으로 증상을 완화시킬 수 있다.
이 병명의 이름은 1869년 이 증후군을 처음으로 기술한 스위스의 안과의인 조안 프리드리히 호너의 이름을 따서 붙여졌다.

## 증상
- 부분 안검하수[3]
- 뒤집힌 안검하수: 아랫 눈꺼풀이 살짝 들린다.
- 무한증
- 축동
- 의사안구함몰
- 동공 확장 지연
- 섬모체척수반사의 소실
- 적안 결막 (병변의 부위에 따라)
- 편측 직모 (선천성 호너 증후군의 경우): 영향을 받은 쪽의 모발이 어떠한 경우엔 직모이다.
- 홍채 이색증 (선천성 호너 증후군의 경우)

## 병인
- 호너 증후군은 목 동맥 박리(carotid artery dissection), 목 또는 흉부 공간의 종양 발달, 판코스트종양, 중뇌, 뇌간, 상부 척수, 목의 외상 또는 수술 등 다양한 원인에 의해 나타난다. 또한, 선척적인 경우도 있는데, 선척적 호너 증후군은 매우 드물며, 원인이 아직 파악되지 않았다. 2세 이전에 발병될 경우 홍채얼룩증(홍채이색: heterochromia iridis)가능성이 있으며, 대부분의 사례에서 영향받는 쪽의 홍채는 색소침착 저하증을 보인다. 유전적인 경우에는 상염색체 우성방식으로 유전된다. 역학적으로 분석한 결과, 특정 나이에 상관없이 나타나며, 남녀과 동일한 증상을 가진다.
- 중추(얼굴, 팔, 몸통의 무한증)
  - 척수 공동증
  - 다발성 경화증
  - 뇌염
  - 뇌종양
  - 연수외측증후군
- 신경절 이전(얼굴의 무한증)
  - 성상신경절의 경조 견인
  - 갑상선암
  - 갑상샘절제
  - 갑상선종
  - 폐첨의 판코스트 종양
  - 클룸프케 마비
  - 외상
  - 튜브 흉곽개구술의 합병증
  - 흉부 대동맥류
- 신경절 이후(무한증이 나타나지 않음)
  - 군발 두통
  - 편두통이 있을 때 호너 증후군이 발병할 수 있으며 이후에는 완화된다[4]
  - 경동맥박리/경동맥류
  - 해면정맥동혈전
  - 중이염
- 교감신경절제술
- 신경 차단